# Spork

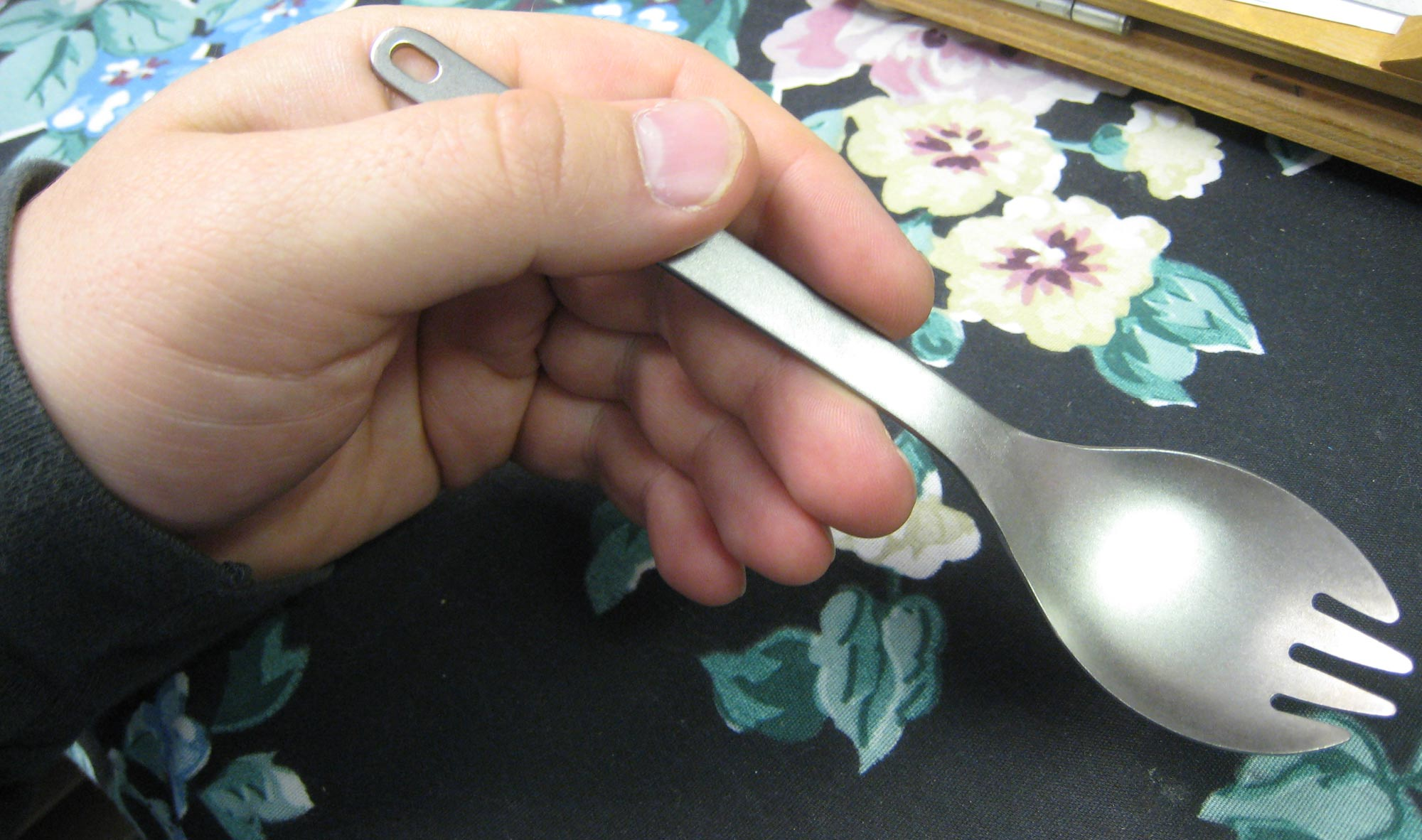
Uno spork in titanio

Lo spork è una posata ibrida che ha la forma simile a quella di un cucchiaio con l'aggiunta da due a quattro rebbi. 
I primi esemplari di spork sono apparsi nel XIX secolo e il suo design è stato brevettato per la prima volta nel 1874. 

## Storia
Sebbene il primo utilizzo documentato del termine spork risalga al 1951, strumenti molto simili al moderno spork sono stati inventati a partire dalla fine del secolo precedente. Il primo è quello realizzato da Samuel W. Francis, brevetto USA 147119 del 3 febbraio 1874, che combina, in un'unica posata, un cucchiaio, una forchetta e anche un coltello. 
Altri esempi precedenti al moderno spork includono il brevetto USA 904553, per un "cucchiaio da taglio", rilasciato a Harry L. McCoy il 24 1908 e il brevetto USA 1044869 per un cucchiaio con un bordo seghettato, concesso a Frank Emmenegger nel 1912. Negli anni a seguire sono stati numerosi i design di spork registrati, fino ad arrivare al più recente brevetto D388664, rilasciato nel gennaio 1998. 

## Etimologia
Il termine "spork", che nasce dall'unione di spoon (cucchiaio) e fork (forchetta), appare per la prima volta nel 1909 all'interno del supplemento del dizionario in lingua inglese Century. Nel 1951 Hyde W. Ballard ha presentato per la prima volta una domanda all'Ufficio Brevetti degli Stati Uniti per registrare il marchio "Spork" come combinazione di un cucchiaio e una forchetta in acciaio inossidabile. 

## Nella cultura di massa
Spork è anche il titolo di un film del 2011 diretto dal regista J.B. Ghuman Jr. 
Nel film Pixar Toy Story 4 uno dei giocattoli è Forky, uno spork di plastica. 
Sul personaggio di Forky, Pixar ha realizzato anche una serie televisiva animata di 10 episodi, intitolata I perché di Forky.